# Villa Ekeliden, Djursholm
Villa Ekeliden var en villa i Djursholm i Danderyds kommun byggd av författaren Viktor Rydberg.

## Historik
År 1890 flyttade Viktor Rydberg och hans hustru in i den år 1889 grundade villastaden Djursholm. De bosatte sig i det nybyggda huset Villa Ekeliden. Ekeliden var belägen på höjden norr om hörnet Henrik Palmes Allé/Sveavägen. Viktor Rydberg blev snart engagerad i samhällets kulturliv. Bland annat medverkade han till att ortens vägar och kvarter fick namn som anknöt till fornnordiska begrepp efter dennes populäre Fädernas gudasaga (1887). Han blev också 1891 inspektor för ortens nyinrättade skola, som senare kom att kallas Djursholms samskola och som de första åren höll till i lokaler i Djursholms slott.
Han avled i villan den 21 september 1895. Fastigheten donerades efter hans död till författarinnan Elsa Beskow och hennes make teologen Natanael Beskow. De flyttade några år därefter in och bodde där till 1947. Villa Ekeliden revs några år senare.
Villa Ekelidens arbetsrum med inredning och bibliotek skänktes till Nordiska museet. Doktor Artur Hazelius hade uttalat en önskan att för Nordiska museet förvärva inredningen i arbetsrummet på Ekeliden, i avsikt att inom museet anordna en noggrann kopia av detta rum. 1902, sju år efter Viktor Rydbergs död, skrev hustrun Susen Rydberg ett gåvobrev till Nordiska museet om att förvärva inredningen i arbetsrummet på Ekeliden. 1918 beslutades att Rydbergs arbetsrum skulle ställas upp i en provisorisk byggnad på Skansen och året därpå öppnades arkitekten Ragnar Hjorths nybyggda paviljong, belägen intill Sagaliden på Skansen. Paviljongen, som inrymde Viktor Rydbergs arbetsrum, stod färdig 1918 och togs i bruk under 1919 genom inflyttning dit av de till museet skänkta föremålen, möbler, prydnadsföremål och det stora biblioteket, vilket allt inordnades under ledning av professorskan Susen Rydberg.